# Final de la Copa de la Liga de Inglaterra 2022-23
La final de la Copa de la Liga de Inglaterra 2022-23 se disputó el domingo 26 de febrero de 2023 en el Estadio de Wembley de Londres.

## Finalistas
En negrita, las finales ganadas.
| Equipos                                                                | Finales jugadas anteriormente | Finales jugadas anteriormente                                                    |
| ---------------------------------------------------------------------- | ----------------------------- | -------------------------------------------------------------------------------- |
| Manchester United                                                      | 9 (5)                         | 1982-83, 1990-91, 1991-92, 1993-94, 2002-03, 2005-06, 2008-09, 2009-10, 2016-17. |
| [[Archivo:\|20x20px\|border\|Bandera de Tyne y Wear]] Newcastle United | 1 (0)                         | 1975-76.                                                                         |

## Camino a la Final
| Manchester United     | Manchester United     | Manchester United     | Eliminatoria                                   | [[Archivo:\|20x20px\|border\|Bandera de Tyne y Wear]] Newcastle United | [[Archivo:\|20x20px\|border\|Bandera de Tyne y Wear]] Newcastle United | [[Archivo:\|20x20px\|border\|Bandera de Tyne y Wear]] Newcastle United |
| --------------------- | --------------------- | --------------------- | ---------------------------------------------- | ---------------------------------------------------------------------- | ---------------------------------------------------------------------- | ---------------------------------------------------------------------- |
| Rival                 | Resultado             | Resultado             | Fase                                           | Rival                                                                  | Resultado                                                              | Resultado                                                              |
| No jugóUEL            | No jugóUEL            | No jugóUEL            | Primera ronda (No tienen que jugar esta ronda) | No jugóPrem.                                                           | No jugóPrem.                                                           | No jugóPrem.                                                           |
| No jugóUEL            | No jugóUEL            | No jugóUEL            | Segunda ronda                                  | Tranmere Rovers                                                        |                                                                        | 1–2                                                                    |
| Aston Villa           |                       | 4–2                   | Tercera ronda                                  | Crystal Palace                                                         |                                                                        | 0–0 (3:2 p.)                                                           |
| Burnley               |                       | 2–0                   | Octavos de final                               | Bournemouth                                                            |                                                                        | 1–0                                                                    |
| Charlton Athletic     |                       | 3–0                   | Cuartos de final                               | Leicester City                                                         |                                                                        | 2–0                                                                    |
| Nottingham Forest     |                       | 0–3 (Ida)             | Semifinales                                    | Southampton                                                            |                                                                        | 0–1 (Ida)                                                              |
| Nottingham Forest     |                       | 2–0 (Vuelta)          | Semifinales                                    | Southampton                                                            |                                                                        | 2–1 (Vuelta)                                                           |
| Resultado global: 5–0 | Resultado global: 5–0 | Resultado global: 5–0 | Semifinales                                    | Resultado global: 3–1                                                  | Resultado global: 3–1                                                  | Resultado global: 3–1                                                  |

## Partido

### Ficha
| 1     | POR   | David de Gea      |     |
| 19    | DEF   | Raphaël Varane    |     |
| 23    | DEF   | Luke Shaw         |     |
| 20    | DEF   | Diogo Dalot       | 46' |
| 6     | DEF   | Lisandro Martínez |     |
| 18    | MED   | Casemiro          |     |
| 17    | MED   | Fred              | 69' |
| 8     | MED   | Bruno Fernandes   |     |
| 10    | MED   | Marcus Rashford   | 88' |
| 21    | MED   | Antony            | 83' |
| 27    | DEL   | Wout Weghorst     | 70' |
| D. T. | D. T. | Erik ten Hag      |     |

| 18    | POR   | Loris Karius        |       |
| 2     | DEF   | Kieran Trippier     |       |
| 5     | DEF   | Fabian Schär        |       |
| 33    | DEF   | Dan Burn            |       |
| 4     | DEF   | Sven Botman         |       |
| 24    | MED   | Miguel Almirón      | 90+1' |
| 39    | MED   | Bruno Guimarães     | 79'   |
| 36    | MED   | Sean Longstaff      | 46'   |
| 9     | DEL   | Callum Wilson       | 90+1' |
| 10    | DEL   | Allan Saint-Maximin | 78'   |
| 7     | DEL   | Joelinton           |       |
| D. T. | D. T. | Eddie Howe          |       |

| 29 | DEF | Aaron Wan-Bissaka | 46' |
| 15 | MED | Marcel Sabitzer   | 69' |
| 39 | MED | Scott McTominay   | 70' |
| 25 | DEL | Jadon Sancho      | 83' |
| 5  | DEF | Harry Maguire     | 88' |

| 14 | DEL | Alexander Isak  | 46'   |
| 23 | MED | Jacob Murphy    | 78'   |
| 28 | MED | Joe Willock     | 79'   |
| 32 | MED | Elliot Anderson | 90+1' |
| 11 | DEF | Matt Ritchie    | 90+1' |

| 33' · 39' | Casemiro Marcus Rashford | 1-0 2-0 |

| 9' · 37' · 84' · 87' · 90+1' · 90+6' | Diogo Dalot Fred David de Gea Casemiro Luke Shaw Lisandro Martínez |

| 45+6' · 67' · 90+6' | Joelinton Sven Botman Fabian Schär |

| Principal  | David Coote     |
| Asistentes | Nick Hopton     |
|            | Nick Wood       |
| Cuarto     | Simon Hooper    |
| Quinto     | Nick Greenhalgh |

| VAR            | Peter Bankes |
| Asistentes VAR | Eddie Smart  |

| 1     | POR   | David de Gea      |     |
| 19    | DEF   | Raphaël Varane    |     |
| 23    | DEF   | Luke Shaw         |     |
| 20    | DEF   | Diogo Dalot       | 46' |
| 6     | DEF   | Lisandro Martínez |     |
| 18    | MED   | Casemiro          |     |
| 17    | MED   | Fred              | 69' |
| 8     | MED   | Bruno Fernandes   |     |
| 10    | MED   | Marcus Rashford   | 88' |
| 21    | MED   | Antony            | 83' |
| 27    | DEL   | Wout Weghorst     | 70' |
| D. T. | D. T. | Erik ten Hag      |     |

| 18    | POR   | Loris Karius        |       |
| 2     | DEF   | Kieran Trippier     |       |
| 5     | DEF   | Fabian Schär        |       |
| 33    | DEF   | Dan Burn            |       |
| 4     | DEF   | Sven Botman         |       |
| 24    | MED   | Miguel Almirón      | 90+1' |
| 39    | MED   | Bruno Guimarães     | 79'   |
| 36    | MED   | Sean Longstaff      | 46'   |
| 9     | DEL   | Callum Wilson       | 90+1' |
| 10    | DEL   | Allan Saint-Maximin | 78'   |
| 7     | DEL   | Joelinton           |       |
| D. T. | D. T. | Eddie Howe          |       |

| 29 | DEF | Aaron Wan-Bissaka | 46' |
| 15 | MED | Marcel Sabitzer   | 69' |
| 39 | MED | Scott McTominay   | 70' |
| 25 | DEL | Jadon Sancho      | 83' |
| 5  | DEF | Harry Maguire     | 88' |

| 14 | DEL | Alexander Isak  | 46'   |
| 23 | MED | Jacob Murphy    | 78'   |
| 28 | MED | Joe Willock     | 79'   |
| 32 | MED | Elliot Anderson | 90+1' |
| 11 | DEF | Matt Ritchie    | 90+1' |

| 33' · 39' | Casemiro Marcus Rashford | 1-0 2-0 |

| 9' · 37' · 84' · 87' · 90+1' · 90+6' | Diogo Dalot Fred David de Gea Casemiro Luke Shaw Lisandro Martínez |

| 45+6' · 67' · 90+6' | Joelinton Sven Botman Fabian Schär |

| Principal  | David Coote     |
| Asistentes | Nick Hopton     |
|            | Nick Wood       |
| Cuarto     | Simon Hooper    |
| Quinto     | Nick Greenhalgh |

| VAR            | Peter Bankes |
| Asistentes VAR | Eddie Smart  |

| 1     | POR   | David de Gea      |     |
| 19    | DEF   | Raphaël Varane    |     |
| 23    | DEF   | Luke Shaw         |     |
| 20    | DEF   | Diogo Dalot       | 46' |
| 6     | DEF   | Lisandro Martínez |     |
| 18    | MED   | Casemiro          |     |
| 17    | MED   | Fred              | 69' |
| 8     | MED   | Bruno Fernandes   |     |
| 10    | MED   | Marcus Rashford   | 88' |
| 21    | MED   | Antony            | 83' |
| 27    | DEL   | Wout Weghorst     | 70' |
| D. T. | D. T. | Erik ten Hag      |     |

| 18    | POR   | Loris Karius        |       |
| 2     | DEF   | Kieran Trippier     |       |
| 5     | DEF   | Fabian Schär        |       |
| 33    | DEF   | Dan Burn            |       |
| 4     | DEF   | Sven Botman         |       |
| 24    | MED   | Miguel Almirón      | 90+1' |
| 39    | MED   | Bruno Guimarães     | 79'   |
| 36    | MED   | Sean Longstaff      | 46'   |
| 9     | DEL   | Callum Wilson       | 90+1' |
| 10    | DEL   | Allan Saint-Maximin | 78'   |
| 7     | DEL   | Joelinton           |       |
| D. T. | D. T. | Eddie Howe          |       |

| 29 | DEF | Aaron Wan-Bissaka | 46' |
| 15 | MED | Marcel Sabitzer   | 69' |
| 39 | MED | Scott McTominay   | 70' |
| 25 | DEL | Jadon Sancho      | 83' |
| 5  | DEF | Harry Maguire     | 88' |

| 14 | DEL | Alexander Isak  | 46'   |
| 23 | MED | Jacob Murphy    | 78'   |
| 28 | MED | Joe Willock     | 79'   |
| 32 | MED | Elliot Anderson | 90+1' |
| 11 | DEF | Matt Ritchie    | 90+1' |

| 33' · 39' | Casemiro Marcus Rashford | 1-0 2-0 |

| 9' · 37' · 84' · 87' · 90+1' · 90+6' | Diogo Dalot Fred David de Gea Casemiro Luke Shaw Lisandro Martínez |

| 45+6' · 67' · 90+6' | Joelinton Sven Botman Fabian Schär |

| Principal  | David Coote     |
| Asistentes | Nick Hopton     |
|            | Nick Wood       |
| Cuarto     | Simon Hooper    |
| Quinto     | Nick Greenhalgh |

| VAR            | Peter Bankes |
| Asistentes VAR | Eddie Smart  |

| 1     | POR   | David de Gea      |     |
| 19    | DEF   | Raphaël Varane    |     |
| 23    | DEF   | Luke Shaw         |     |
| 20    | DEF   | Diogo Dalot       | 46' |
| 6     | DEF   | Lisandro Martínez |     |
| 18    | MED   | Casemiro          |     |
| 17    | MED   | Fred              | 69' |
| 8     | MED   | Bruno Fernandes   |     |
| 10    | MED   | Marcus Rashford   | 88' |
| 21    | MED   | Antony            | 83' |
| 27    | DEL   | Wout Weghorst     | 70' |
| D. T. | D. T. | Erik ten Hag      |     |

| 18    | POR   | Loris Karius        |       |
| 2     | DEF   | Kieran Trippier     |       |
| 5     | DEF   | Fabian Schär        |       |
| 33    | DEF   | Dan Burn            |       |
| 4     | DEF   | Sven Botman         |       |
| 24    | MED   | Miguel Almirón      | 90+1' |
| 39    | MED   | Bruno Guimarães     | 79'   |
| 36    | MED   | Sean Longstaff      | 46'   |
| 9     | DEL   | Callum Wilson       | 90+1' |
| 10    | DEL   | Allan Saint-Maximin | 78'   |
| 7     | DEL   | Joelinton           |       |
| D. T. | D. T. | Eddie Howe          |       |

| 29 | DEF | Aaron Wan-Bissaka | 46' |
| 15 | MED | Marcel Sabitzer   | 69' |
| 39 | MED | Scott McTominay   | 70' |
| 25 | DEL | Jadon Sancho      | 83' |
| 5  | DEF | Harry Maguire     | 88' |

| 14 | DEL | Alexander Isak  | 46'   |
| 23 | MED | Jacob Murphy    | 78'   |
| 28 | MED | Joe Willock     | 79'   |
| 32 | MED | Elliot Anderson | 90+1' |
| 11 | DEF | Matt Ritchie    | 90+1' |

| 33' · 39' | Casemiro Marcus Rashford | 1-0 2-0 |

| 9' · 37' · 84' · 87' · 90+1' · 90+6' | Diogo Dalot Fred David de Gea Casemiro Luke Shaw Lisandro Martínez |

| 45+6' · 67' · 90+6' | Joelinton Sven Botman Fabian Schär |

| Principal  | David Coote     |
| Asistentes | Nick Hopton     |
|            | Nick Wood       |
| Cuarto     | Simon Hooper    |
| Quinto     | Nick Greenhalgh |

| VAR            | Peter Bankes |
| Asistentes VAR | Eddie Smart  |

|                                      |
| Bandera de Inglaterra                |
| Campeón Manchester United 6.º título |

- Datos: Q116622742